# Ana Kiro
María Dolores Casanova González (Santa María de Castañeda, Arzúa, 28 de enero de 1942 - Oleiros, 24 de septiembre de 2010), conocida como Ana Kiro era una cantante española.

## Biografía
Ana Kiro, cuyo nombre real era María Dolores Casanova González, nació en 1942 en Castañeda (Arzúa). Hija de guardia civil, cuando tenía 19 meses la familia se trasladó a Pineda de Mar y después de un paréntesis en Cedeira, a una casa cuartel en pleno Paralelo de Barcelona. Allí, mientras trabajaba en una hilatura, comenzó a abrirse camino en la radio, hasta que la escuchó su padre y le prohibió seguir en la farándula. Tuvo que casarse, a los 19 años, para reemprender su carrera musical, que no abandonó ni cuando, otra vez a pesar de la familia y de los tiempos, a los 23 años se separó de su marido. Estaba casada con Carlos Rivero y tiene una hija.

## Carrera
La carrera de Ana Kiro se inicia en Barcelona. Prueba suerte en el mundo de la canción, que hasta aquel momento fue solo una afición, y cosecha un moderado éxito hasta que ficha por la discográfica Belter. Hace entonces giras con cantantes de música ligera como José Guardiola, participa en distintos concursos de la canción y, luego, trabaja como vocalista en un programa de Televisión Española, Galas del sábado, presentado por Joaquín Prat y Laura Valenzuela. Ana Kiro posee una de las más amplias carreras discográficas de Galicia, y actualmente ha alcanzado la cifra de 32 discos de larga duración editados, en donde siempre se ha nutrido de canciones populares del país y de las composiciones de diversos autores gallegos.
Ana Kiro ha labrado su éxito a base de ofrecer cientos de conciertos a lo largo de su dilatada trayectoria profesional. Hasta 1999, año en que dejó de ofrecer actuaciones en directo debido a problemas de estrés, esta cantante ofrecía una media de cien conciertos al año, lo que convirtieron a Ana Kiro en una clásica de las romerías y las fiestas de todo el país.
La música de Ana Kiro está indisolublemente unida a las fiestas populares de Galicia. Todos los que acudieron alguna vez a una romería o a una verbena habrán escuchado la voz de esta artista, que ha ofrecido centenares de conciertos a lo largo de su dilatada trayectoria.
En 1969, estuvo a punto de ser la primera gallega en representar a TVE en Eurovisión al disputarse con Salomé quien interpretaría 'Vivo cantando' en el festival que se celebró en Madrid.
A comienzos de los setenta hace sus primeros viajes a Galicia y conoce al compositor Manuel Muñiz. Este adapta un tema popular y se lo cede a Ana Kiro para que lo intérprete. Será el Galicia, terra meiga, de 1973, que tiene que grabar en el sello Olimpo, dedicado a la música folclórica, por estar en gallego. De ese tema vende más de 100.000 copias y permanece durante tres meses en las listas de ventas por delante de superventas de los setenta como Julio Iglesias. A partir de ese tema continuó las colaboraciones con Muñiz, y también con Xosé Luís Blanco Campaña como intérprete y compositor.
Galicia, terra meiga le abre a Ana Kiro las puertas de la emigración, y comienza a viajar a Suiza, a Alemania, a Francia, y a partir de 1976, a América. A uno de los conciertos que dio en este continente asistieron 24 000 espectadores, rompiendo el récord de asistencia que de aquella tenía Manolo Escobar.
En 1998 se retira del mundo de la canción, aunque anteriormente (1995) le hacen un homenaje en La Coruña que se retransmite por la Televisión de Galicia y que consigue una gran audiencia. A partir de ese momento comienza su relación con la televisión, que empieza con el talk-show Toda unha vida y continúa con Tardes con Ana. Posteriormente participa como actriz protagonista en la serie A miña sogra e mais eu.
En 2006 le detectaron un cáncer de ovarios, del que fue intervenida quirúrgicamente. En 2007, en el programa Volver ao rego, de Xosé Luís Barreiro Rivas, hace su reaparición como invitada. Falleció el 24 de septiembre de 2010 a consecuencia del cáncer. Su cadáver fue velado en el auditorio Gabriel García Márquez, de esta localidad de Oleiros, y, posteriormente salió hacia la iglesia parroquial, donde se celebró el funeral. Luego recibió cristiana sepultura en el cementerio de Serantes, Mera, al lado de la tumba de su padre, al que estuvo muy unida.
Debido a su fallecimiento, la TVG decidió dedicarle un especial en el mítico programa gallego Luar de ese viernes, alcanzando una gran audiencia de 221.000 espectadores y un 24,3% de cuota de pantalla. Al día siguiente, el viernes 25 de septiembre de 2010, la TVG decidió rendirle un homenaje con un programa dedicado a ella, Ana Kiro: Toda una vida, con el que volvió a conseguir gran audiencia, al convencer a 237.000 espectadores y un 24,1% de cuota de pantalla.

## Discografía
- Por última vez (1967)
- Galicia terra meiga (1973). Casete de oro con 100.000 ejemplares vendidos
- Viva Galicia (1974)
- Así canta Galicia (1975). Disco conjunto con Andrés do Barro, Pepe Domingo Castaño y Bernardo Xosé.
- Recordando a Galicia (1976)
- Canta a Galicia (1977)
- Canta ó galego Manuel Muñiz (1978)
- Fue tan poco tu cariño (1978)
- Homenaxe ós emigrantes (1978)
- A miña aldea (1978)
- Nadal e cousas galegas (1978)
- Galicia dos meus amores (1979)
- Desde México y con mariachi (1979)
- Ana Kiro (1979)
- Neno, neno (1979)
- Unha emigrante máis (1980)
- Barqueiro. (1981)
- Eu ♥ Galicia (Eu amo a Galicia) (1982)
- Galega traballadora (1983)
- Vivir na Coruña (1983)
- Viva Galicia (1983)
- Miña Galicia (1984)
- Boleros (1985)
- De vacacións (1985)
- Recordo a Pucho Boedo (1986)
- Ponteareas (1987)
- A Bamba (1988)
- Arrastráche-lo cu polas pallas (1989)
- 25 anos cantando (1990)
- Emigrantes (1991)
- A flor do toxo (1992)
- Ano Xacobeo (1993)
- A banana (1994)
- ¡Meigas fóra! (1994)
- Pídechas o corpo (1995)
- Coa miña xente (1996)
- Toda unha vida (1998)
- Recopilatorio (2002)
- Viva Galicia 2 (2004)

### Singles
- Potpurri gallego - Besos perdidos (1975)
- A rianxeira - Galicia que tes? (1976)
- Que digan misa - La noche de mi mal (1979)

## Televisión

### Series
- Pratos combinados (1997). Interpretándose a sí misma
- A miña sogra e mais eu (2004). En el papel de "Ana"
- Os atlánticos (2008). Interpretándose a sí misma

### Talk shows
- Toda unha vida (1996-97) Presentadora
- Tardes con Ana (1998-01). Presentadora
- Que boa tarde (2002). Presentadora